# Rob van Erkelens
Rob van Erkelens (Den Haag, 4 juli 1963) is een Nederlandse schrijver.
Rob van Erkelens debuteerde in 1993 met de roman Het uur van Lood, nadat hij eerder werk van Georg Trakl, Denis Johnson, Abraham Rodriguez, Nick Cave en D. Sarréra vertaalde. Hij was (mede)oprichter en redacteur van de tijdschriften Tristan en Zoetermeer waarin hij diverse verhalen, gedichten en artikelen publiceerde. Hij werkt bij het wekelijkse opinietijdschrift De Groene Amsterdammer, waar hij artikelen schrijft op het gebied van popcultuur, filosofie en literatuur (in het bijzonder over de Generatie Nix).
Rob van Erkelens was een van de drijvende krachten achter de Nederlandse Twin Peaks-fanclub. Bij de eerste uitzendingen op de Nederlandse televisie, begin jaren negentig, gaf hij vooraf een inleiding.
In 1995 verscheen de verhalenbundel De Daad, met verhalen van o.a. Tommy Wieringa en Hafid Bouazza, onder redactie van Van Erkelens en Josien Laurier.

## Het uur van lood
In 1993 verscheen de roman Het uur van lood bij uitgeverij Nijgh en Van Ditmar. Deze zwartromantische roman beschrijft, op soms lyrische, soms satirische toon, het leven van een jonge man aan het einde van de twintigste eeuw. De protagonist rouwt om het jeugdige verlies van vader en broer en om de vroege dood, door zelfdoding of overdosis, van veel vrienden. Hij heeft zelfdestructieve neigingen (automutilatie, anorexia nervosa - 'de meisjesziekte'), wijdt zijn dagen aan de consumptie van grote hoeveelheden harddrugs en alcoholica en kijkt vaak in de spiegel. Het uur van lood is sterk beïnvloed door het filosofische gedachtegoed van de filosoof Jean Baudrillard, en schetst een posthumanistische wereld, gecorrumpeerd door de genivelleerde consumptiecultuur, waarin de mens onderdeel is van een kudde en de waarheid alleen nog maar in de ficties van de massamedia terugkeert. Dat in deze wereld menselijke authenticiteit niet meer mogelijk is, blijkt ook uit de literatuuropvatting van Van Erkelens: hij maakt gebruik van vele tientallen samples uit de wereldliteratuur. Deze vorm van intertekstualiteit is het talige equivalent van de posthumanistische mens, die zijn wereldbeeld consumeert in plaats van vormt en nieuwe lichaamsdelen inkoopt en transplanteert als oude niet meer functioneren.
Op 1 december 2007 ontving Van Erkelens de eerste Pé Hawinkels Pioniersprijs.